# حمدي الشايب
حمدي عبد السلام الشايب وزير النقل والمواصلات المصري الأسبق تولّى الوزارة ضمن وزارة عاطف عبيد في 12 مارس 2002 خلفا للمهندس إبراهيم الدميري. حتى توفي إثر أزمة قلبية في 14 يوليو 2004.

## حياته المهنية
- رئيس الشركة العالمية لصناعة المواسير.
- رئيس شركة بتروجيت (يناير 2002 - مارس 2002).
- وزير النقل والمواصلات (12 مارس 2002 - 3 يوليو 2004).